# Actenoptera avalona
Actenoptera avalona är en tvåvingeart som beskrevs av Mcalpine 1977. Actenoptera avalona ingår i släktet Actenoptera och familjen ostflugor.
Artens utbredningsområde är Newfoundland. Inga underarter finns listade i Catalogue of Life.